# Illington
Illington es un pueblo y, anteriormente, parroquia civil en el condado inglés de Norfolk. La población ahora es incluida en la parroquia civil de Wretham. El pueblo está a 6.2 millas al nordeste de Thetford, a 24 millas oeste suroeste de Norwich y a 92.3 millas al nordeste de Londres. La estación de ferrocarril más cercana está en Thetford con Breckland Line, la cual circula entre Cambridge y Norwich. El aeropuerto más cercano es el Norwich International Airport.

## Historia
Illington tiene una entrada en el Libro Domesday de 1085. En el libro Illington está registrado como ‘’Illinketune’’. El principal terrateniente es William de Warenne.